# روبرشت ملك ألمانيا
روبرشت ملك ألمانيا (بالألمانية: Ruprecht von der Pfalz)
(5 مايو 1352 – 18 مايو 1410) هو ناخب بالاتينات خلفاً لـ روبرشت الثاني منذ عام 1398، تحت مسمى روبرشت الثالث، وأيضا انتخب كـ ملك ألمانيا بعد خلع فنتسل الرابع ملك بوهيميا في عام 1400.

## السيرة الذاتية
ولد روبرشت في آمبرغ بـ بالاتينات العليا هو ابن روبرشت الثاني ناخب بالاتينات وزوجته بياتريس من صقلية ابنة بيترو الثاني ملك صقلية أحد أعضاء أسرة برشلونة-صقلية، كان عمه الأكبر-الأكبر الإمبراطور لودفيغ الرابع هو أول الإمبراطور من أسرة فيتلسباخ، نشأ روبرشت في دير ليبناو بالقرب من فورمس مع جدته الأرملة إرمينغارد من أوتينغن التي كانت راهبة.
منذ سنواته الأولى شارك روبرشت في حكومة بالاتينات الانتخابية، واستطاع خلافة والده بعد وفاته في 1398، وفي 20 أغسطس 1400 التقى مع أمراء الكنسيين الناخبيين (ماينز، كولونيا، ترير) في قلعة لانشك وتوفقوا على خلع فنتسل ملك الرومان وفي اليوم التالي تم انتخابه من قبل الأمراء الكنسيين ومع صوته (بحيث كان لانتخابية بالاتينات مقعداً في المجلس الانتخابي)، مع ذلك تخلف بقية الأمراء المدنيين عن الحضور وبما في ذلك الملك فنتسل (الذي كان ملك بوهيميا التي كان لها مقعداً في المجلس الانتخابي)، وبما أن مدينة آخن الإمبراطورية (مكان التقليدي لتتويج لملوك ألمانيا) منعت دخوله من جميع بواباتها، بذلك تم تتويجه من قبل الأمير الناخب فريدرش الثالث في كولونيا في 6 يناير 1406.
افتقر روبرشت إلى فرض سلطته في الإمبراطورية، في ظل تواجد نظام لوكسمبورغ القوي في أرجاء الإمبراطورية، على من الرغم أن فنتسل نفسه لم يتخذ أي إجراء لاستعادة لقبه الملكي، مع ذلك خلال بوادر الانشقاق الغربي ساند روبرشت البابا بونيفاس التاسع الذي كان متردداً في اعترف به في ظل إدعاءات لوكسمبورغ المتماسكة، ولكن بعد حصوله على بعض الاستحسان والقبول في جنوب ألمانيا، بدأ في تكوين حملته لإيطاليا، بحيث كان يأمل في سحق حكم جان غالياتسو فيسكونتي في دوقية ميلانو المزدهرة (بحيث كانت بجانب بافيا؛ مكان التقليدي لتتويج لملوك إيطاليا)، وأيضا لتتويج نفسه كـ إمبراطور روماني مقدس من قبل البابا، في خريف 1401 استطاع اجتياز جبال الألب مع قواته، الإ أن جيشه تفكك مع حلول الشتاء في أبريل 1402، بذلك أصبح روبرشت فقيراً في مواصلة حملته؛ بذلك اضطر بالعودة إلى ألمانيا.
خبر هذا الفشل زاد من الفوضى في ألمانيا، ولكن الملك قوبل ببعض النجاحات في جهوده الرامية للسلام، ومع ذلك تراجعت مقاومة لوكسمبورغ بعد حبس الملك فنتسل في فيينا من قبل شقيقه زيكموند ملك المجر ودوق النمسا في مارس 1402، وبسبب الاختلافات داخل أسرة لوكسمبورغ اعتراف البابا أخيراً بانتخاب روبرشت في العام التالي، وأيضا حصل روبرشت على دعم إنجلترا من خلال تزويج وريثه لودفيغ من بلانش ابنة هنري الرابع ملك إنجلترا في 6 يوليو 1402، في أراضيه الوراثية بالاتينات كان حاكماً مسيطراً.
ومع ذلك لم تكن فاجعة فنتسل التي حالت دون الإطاحة به، ولكن بعد توسعاته في أراضي حرة (التي ليست مملوكة لأحد) تسبب في صراعات مع حليفه القديم ناخب ماينز الذي أسرع في عقد تحالفات مع إبرهارت الثالث كونت فورتمبيرغ وبيرنارد الأول مارغريف بادن-بادن والعديد من مدن شوابيا، ومع ذلك 1405 اضطر على تقديم تنازلات معينة، وأيضا سبب زيادة فجوة الانشقاق البابوي من خلال دعوته إلى عقد مجمع بيزا في 1409 الذي حاول إنهاء الانشقاق من خلال انتخاب البابا موحد ألكسندر الخامس إلا أن الباباوات الاثنين روما وأفينيون لم يصغوا إلى مخرجات المجمع؛ وبذلك أصبح عدد الباباوات ثلاثة بدلاً من اثنين حتى 1415، مع ذلك اعتبر البابا الثالث بابا مزيف في وقت لاحق.
روبرشت بمجرد اقدامه باحزاز ببعض التقدمات، توفي في قصره بالقرب من أوبنهايم في 18 مايو 1410 ودفن في كنيسة الروح المقدس في هايدلبرغ، وهو على فراش الموت أصدر مرسوماً بتقسيم أراضيه الوراثية بين أبنائه الرابعة على قيد الحياة على أن تكون الخلافة لابنه البكر لودفيغ الثالث، حصل ابنه الثاني يوهان على نويماركت، وابنه الثالث ستيفان على زيمرن-تسفايبروكن، وابنه الأصغر أوتو على موسباخ، وإما الانتخابات الإمبراطورية التالية كانت في 20 سبتمبر، صوت ابنه لودفيغ الثالث لصالح زيكموند ملك المجر في معارضة ابن عمه جوبست من مورافيا.

## الذرية
تزوج روبرشت في 27 يونيو 1374 في آمبرغ من إليزابيث من هوهنتسولرن-نورنبيرغ ابنة فريدرش الخامس بورغريف نورنبيرغ؛ وانجبت له:-
1. روبرشت بيبان (20 فبراير 1375 - 25 يناير 1397).
2. مارغريت (1376 - 27 أغسطس 1427)؛ تزوجت من كارل الثاني دوق لورين؛ هما والد إيزابيلا زوجة ريناتو الأول ملك نابولي.
3. فريدرش (حوالي. 1377 - 7 مارس 1401).
4. لودفيغ الثالث ناخب بالاتينات (23 يناير 1378 - 30 ديسمبر 1436).
5. أغنيس (1379 - 1401)؛ تزوجت من أدولف الأول دوق كليفه؛ ليس لديهم أبناء.
6. إليزابيث (27 أكتوبر 1381 - 31 ديسمبر 1409)؛ تزوجت من فريدرش الرابع دوق النمسا؛ ليس لديهم أبناء.
7. كونت بالاطين يوهان من نويماركت (1383 - 14 مارس 1443)؛ هو والد كريستوفر الثالث ملك الدنمارك والسويد والنرويج.
8. كونت بالاطين ستيفان من زيمرن-تسفايبروكن (23 يونيو 1385 - 14 فبراير 1359)؛ هو جد الأكبر-الأكبر لـ فريدرش الثالث أول ناخب بالاتينات من فرعه.
9. كونت بالاطين أوتو من موسباخ (24 أغسطس 1390 - 5 يوليو 1461)